# Поуис Вадог
Поуис Вадог, или Нижний Поуис, или Северный Поуис (валл. Powys Fadog) — маленькое средневековое валлийское княжество, занимавшее северную часть Поуиса в 1160-1277 годах. Оно образовалось в 1160 году в результате раздела Поуиса между наследниками Мадога ап Маредида.
Поуис Вадог заключил союз с Гвинедом для борьбы против Англии. Однако после поражения валлийцев в войне 1284 года Грифид Младший был лишён княжеского титула и был вынужден признать сюзереном короля Англии. Получив прощение, его наследники стали марклордами и владели Глиндиврдуи и Кинллайт-Оуайном.

## Список правителей Поуис Вадог
- Грифид Майлор (1160-1191)
- Мадог ап Грифид Майлор (1194-1236)
- Грифид ап Мадог (1236-1269)
- Мадог ап Грифид (1269-1277)
- Грифид Младший I (1277-1289)
- Мадог Крипл (1289-1304)
- Мадог Младший (1304-1325)
- Грифид Младший II (1325-1369)
- Оуайн Глиндур (1369-1416)